# Lowndes County, Georgia
Lowndes County är ett administrativt område i delstaten Georgia, USA, med 109 233 invånare. Den administrativa huvudorten (county seat) är Valdosta.

## Geografi
Enligt United States Census Bureau har countyt en total area på 1 323 km². 1 306 km² av den arean är land och 17 km² är vatten.

### Angränsande countyn
- Berrien County - nord
- Lanier County - nordost
- Echols County - öst
- Hamilton County, Florida - sydost
- Madison County, Florida - sydväst
- Brooks County - väst
- Cook County - nordväst

### Orter
- Hahira
- Lake Park
- Remerton
- Valdosta (huvudort)